# Ellinor Scheffer
Ellinor Marie-Kristin Scheffer, född 4 juni 1980 i Staffanstorp, är en svensk politiker (miljöpartist). Hon var språkrör för Grön Ungdom april 2006 till och med februari 2008 och ledamot av Grön Ungdoms förbundsstyrelse 2005-2006. Hon var även ledamot av Miljöpartiet de Grönas partistyrelse och ansvarig för internationella frågor mellan 2008 och 2009.